# State of Shock
State of Shock ist eine Rock-Band aus Vancouver, British Columbia, Kanada.
Ihr Debüt-Album Guilty by Association erschien im Juni 2004. Bekannter wurde sie 2007 mit ihrem Album Life, Love & Lies. Mit auf dem Album war ihre erfolgreiche Single Money Honey. Im Sommer 2007 ging State of Shock in Kanada auf Tour mit Bands wie Nickelback und Puddle of Mudd.
Im Stil ähneln State of Shock Seether.

## Diskografie
Alben
- 2004: Guilty by Association
- 2007: Life, Love & Lies
- 2011: Rock N' Roll Romance

Singles
- 2007: Money Honey
- 2007: Hearts That Bleed